# Mohsen Laroui
Mohsen Laroui, né le 5 janvier 1954 à Sousse, est un haut fonctionnaire et homme politique tunisien. Il est secrétaire d'État auprès du ministre du Commerce et de l'Artisanat, chargé du Commerce intérieur entre 2010 et 2011. Son ministre de tutelle est alors Slimane Ourak.

## Biographie

### Études
Mohsen Laroui est titulaire d'une licence de droit privé et d'un diplôme de cycle supérieur obtenu à l'École nationale d'administration.

### Carrière professionnelle
En 1982, il devient conseiller des services publics. Entre 1991 et 1995, il est directeur du commerce intérieur au sein du ministère de l'Économie nationale, puis, de 1995 à 2000, directeur général de la concurrence et du commerce intérieur au sein du ministère du Commerce. Le 10 août 1999, il devient PDG de la société Magasin général en remplacement de Hamda Grira, poste qu'il conserve jusqu'en 2002.
En décembre 2003, Mohsen Laroui est nommé conseiller principal auprès du président de la République. Entre août 2004 et octobre 2010, il est chargé de mission auprès du Premier ministre pour la supervision de la commission supérieure des marchés et du comité de suivi et d'enquête.

### Carrière politique
Entre 2002 et décembre 2003, il est secrétaire d'État auprès du ministre du Tourisme, du Commerce et de l'Artisanat, chargé du Commerce.
Entre octobre 2010 et janvier 2011, il est secrétaire d'État auprès du ministre du Commerce et de l'Artisanat, chargé du Commerce intérieur. Il occupe ces deux fonctions dans le premier gouvernement Ghannouchi, la seconde auprès du ministre Slimane Ourak et jusqu'à la révolution de 2011.

## Décorations
- Officier de l'Ordre de la République[1]

## Vie privée
Mohsen Laroui est marié et père de deux enfants.